# Беј Вју (Охајо)
Беј Вју (енгл. Bay View) град је у америчкој савезној држави Охајо.

## Демографија
По попису из 2010. године број становника је 632, што је 60 (-8,7%) становника мање него 2000. године.
| Група             | 2000.       | 2010.       |
| Белци             | 673 (97,3%) | 609 (96,4%) |
| Афроамериканци    | 0 (0,0%)    | 2 (0,3%)    |
| Азијати           | 2 (0,3%)    | 5 (0,8%)    |
| Хиспаноамериканци | 12 (1,7%)   | 3 (0,5%)    |
| Укупно            | 692         | 632         |